# Guy Langevin
Pour les articles homonymes, voir Langevin.
Guy Langevin, né en 1954 à Chicoutimi, est un peintre, un lithographe et un graveur en manière noire canadien.

## Biographie
Guy Langevin est né le 29 mai 1954 à Chicoutimi. Il étudie de 1974 à 1977 à l'Université du Québec à Trois-Rivières, où il vit. Formé en lithographie, en estampe, en gravure et en ateliers privés, il reçoit le prix Stelio Sole pour les arts visuels en 1996 et en 2001.
La manière noire constitue la méthode de gravure privilégiée de Guy Langevin, car elle permet une grande palette de niveaux de gris et de nuances. Il en tire des formes organiques qui s'apparentent à des corps humains.
En mai 2013, et en septembre 2015, il présente des œuvres en Russie pendant le Festival international de manière noire de Ekaterinbourg.
En 2023, Guy Langevin remporte le Grand Prix, toutes catégories confondues, de l’exposition internationale Graphics in Kharkiv qui s'est déroulée en Ukraine au moment où la guerre fait rage.
Cet artiste trifluvien cumule plus d’une soixantaine d’expositions individuelles. Il a aussi participé à plus de 450 expositions de groupe, parmi lesquelles il a été sélectionné dans près de 300 expositions et biennales internationales.

## Œuvres
- Les souffrances de l'intolérable, 1984[8]
- Jardins d'âmes III, 1987[9]
- Une seconde et l'éternité, 2002[1]
- Tomber les voiles, 2004[1]
- Crépuscule de dieu, 2005

## Expositions

### Personnelles
- 1977, Image, Trois-Rivières[1]
- 1994, Musée des Beaux-arts, Verviers, Belgique[1]
- 1998, 2004, Cité internationale des arts, Paris[1]

### Collectives
- 1985, Jeunes graveurs contemporains, Grand Palais, Paris[1]
- 1987, Musée du Québec[1]
- 2019, 1700 La Poste[10]

## Prix
- 1996 et 2001 : Prix Stelio Sole.
- 2006 : Grand Prix du Bharat Bhavan en Inde[11].
- 2009 : Prix international de la Biennale de Guanlan en Chine[11].
- 2013 : Prix pour le dépassement de la technique traditionnelle, Mezzotint Festival de Ekaterinbourg (Russie)[11].
- 2013 : Prix de la ville de Ploiesti en Roumanie[11].
- 2014 : Premier prix du Miniprint de Kazanlak en Bulgarie[11].
- 2014 : Prix Graver Maintenant, 30e Salon de l’estampe contemporaine, Paris, France[11].
- 2015 : Prix pour son engagement dans le monde de la gravure, Splitgrakik 7 (Croatie)[12].
- 2017 : Prix Graver Maintenant en France, Premier prix du Miniprint de Rosario en Argentine[13].